# Chapelle Notre-Dame-de-Colombier
La chapelle Notre-Dame-de-Colombier est une chapelle romane située à Montbrun-des-Corbières, dans le département français de l'Aude en région Occitanie.

## Historique
La chapelle fait l'objet d'un classement au titre des monuments historiques depuis le 26 juin 1950.

## Architecture
La chapelle présente un chevet de style roman lombard du XIe siècle ainsi qu'une imposante tour-porche du XIIIe siècle.